# Earthbound (Bury Tomorrow)
Earthbound è il quarto album in studio del gruppo metalcore britannico Massive Attack, pubblicato nel 2016.

## Tracce
1. The Eternal – 3:23
2. Last Light – 3:56
3. Earthbound – 3:42
4. The Burden – 3:26
5. Cemetery – 4:06
6. Restless & Cold – 3:33
7. 301 (feat. Jamey Jasta) – 3:19
8. Memories – 3:53
9. For Us – 3:19
10. Bloodline – 3:55

## Formazione
- Daniel Winter-Bates – voce
- Jason Cameron – chitarra, voce
- Kristan Dawson – chitarra
- Davyd Winter-Bates – basso
- Adam Jackson – batteria, percussioni